# Sayonara Wild Hearts
Sayonara Wild Hearts — инди-игра и музыкальный ритм-экшен, созданная независимой шведской студией Simogo и изданная Annapurna Interactive. Разработчики описывали свой проект, как «видео-игру и музыкальный поп-альбом». Сюжет рассказывает о молодой девушке с разбитым сердцем, которая должна путешествовать по сказочным пейзажам. Каждый уровень сопровождается одной песней и затрагивает разные игровые жанры; раннер, гонки, файтинг. Героиня должна собирать сердца, избегать препятствия и сражаться с врагами. Игра была выпущена для платформ PlayStation 4, Nintendo Switch, macOS и iOS в сентябре 2019 года, для Microsoft Windows в декабре 2019 года и для Xbox One в феврале 2020 года.
Игра создавалась на основе разных наработок студии Simogo, её игровой мир и персонажи создавались под вдохновением британской субкультуры тедди-боев из 1950-х годов. История связана с картами таро. Разработчики рассматривали Sayonara Wild Hearts как игру, для прохождения которой требовалась быстрая реакция и точные рефлексы, однако само управление было максимально упрощено, игра должна была чувствоваться быстрой и проходимой на «одном дыхании».
Игровые критики в основном оставили положительные оценки об игре, похвалив её за визуальные эффекты, саундтрек и игровой процесс. Игра также была номинирована на ряд наград в конце года.

## Игровой процесс

Один из уровней в игре Sayonara Wild Hearts представлен гонкой.

Sayonara Wild Hearts — музыкальная игра, состоящая из 23-х уровней. Игрок управляет молодой девушкой и путешествует по сказочным и потусторонним ландшафтам в сопровождении поп-музыки. Каждый уровень предлагает разную механику, но в целом героиня должна преодолевать уровни, собирать сердца и зарабатывать очки, избегая при этом препятствий. На некоторых уровнях игроку требуется нажимать на кнопки в такт со звуковой дорожкой, чтобы совершить прыжок или избежать препятствия. На других уровнях требуется наводит курсор, чтобы целиться с помощью лука и стрел в сторону врага, как это реализовано в игре Rez. По мере прохождения героиня будет сталкиваться с различными боссами, где игрок должен чередовать движения и нажатие кнопок в такт, чтобы избежать атак. Игрок зарабатывает очки за собранные сердца, удачное нажатие кнопок и уклонение от препятствий, после чего ему присваивается бронзовый, серебряный или золотой рейтинг. Если героиня сбивается, врезается в препятствие или в неё попадает вражеский снаряд, игра перезапускается с последней контрольной точки. Если игрок терпит ряд неудач в прохождении, игра позволяет ему пропустить уровень, но с потерей всех собранных на уровне очков.

### Сюжет
Основное действие игры происходит в альтернативной вселенной, за которой наблюдают три божественные арканы таро (Верховная жрица, Верховный жрец и Императрица). Однако проклятая аркана по имени Little Death (Смерть) и её союзники, Dancing Devils (Дьявол), Howling Moons (Луна), Stereo Lovers (Влюблённые) и Hermit64 (Отшельник) украли мировую гармонию и скрыли её в своих сердцах. Прежде, чем силы божественных аркан начали угасать, они создали бабочку из осколков разбитого сердца.

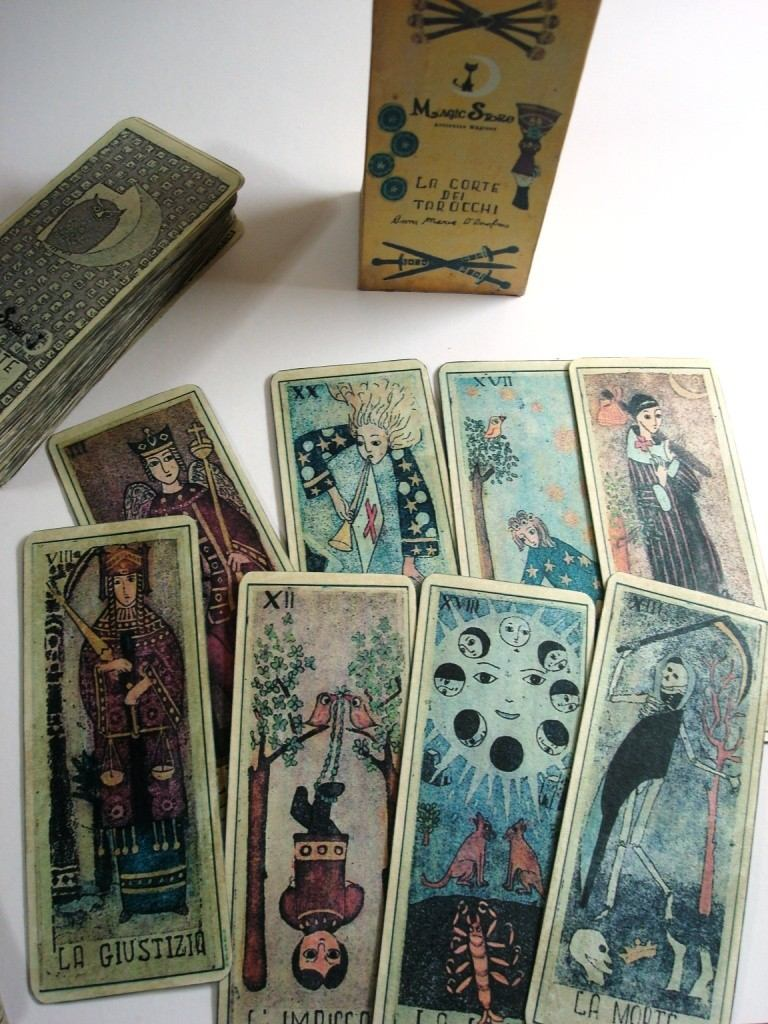
Сюжет Sayonara Wild Hearts имеет связь с картами Таро.

Бабочка находит молодую девушку с разбитым сердцем и переносит её в альтернативную вселенную, где героиня должна преодолевать препятствия, рассекая пространства на лонгборде, в конце концов она ловит бабочку, и их силы объединяются, героиня получает силу карты Шута.
Затем героиня попадает в ночной город и разъезжает по нему на мотоцикле (Колесо фортуны). Пробираясь сквозь машины, трамваи и здания, она встречает трио женщин в масках — Dancing Devils. Они сражаются на улице и затем устраивают гонку по городу. Героиня преследует каждую противницу и побеждает, забирая их сердца. Затем героиня попадает в мифический лес. С помощью оленя (Император) она рассекает лес и сталкивается с Howling Moons — женским квартетом. После того, как героиня начинает их преследовать, квартет превращается в стаю волков, а героиня оснащает свой мотоцикл двойными автоматами (Справедливость и Правосудие). Враги призывают огромного механического цербера, героиня должна победить его, чтобы забрать сердца врагов.
Затем героиня попадает в башню (Башня) и после восхождения на её вершину, она попадает город и сталкивается в сражении на мечах с противником в маске (Сила), который затем разделяется на женский дуэт Stereo Lovers. Они могут переносить себя и героиню между двумя вселенными каждые несколько секунд, усложняя передвижение, но героиня учится делать то же самое и преследует дуэт по городу. Она побеждает их на вершине самолёта и забирает сердца, прежде чем отправиться в пустыню. Ведя машину (Колесница), она встречает очередного врага Hermit64 (Отшельник), носящего гарнитуру виртуальной реальности в качестве маски. Героиня попадает в двухмерный мир виртуальной реальности отшельника (Мир) и добирается до заключённого внутри сердца. Вызвав корабль (Звезда), чтобы пересечь океан, она попадает в очередной тёмный и дождливый город, где можно менять направление гравитации.
На этот раз героиня сталкивается с финальным босом — девочкой Little Death. Противница насылает на героиню летающие черепа (Повешенный), но героиня призывает лук (Умеренность), уничтожает черепа и преодолевает электрифицированные препятствия (Солнце). Девочку удаётся победить, но фрагменты её сердца врага снова собираются и превращаются в монстра. Победив его, героиня принимают свою изначальную форму, после чего она сталкивается в каждым их побеждённых врагов, но вместо того, чтобы их снова победить, она прощает их поцелуями. Затем героине являются божественные арканы, заявив, что героиня сумела восстановить гармонию в их мире, героиня возвращается в свою реальность.

## Разработка
Разработкой игры занималась независимая шведская студия Simongo, раннее создавшая для мобильных устройств игры Year Walk и Device 6. Со слов главы студии Саймона Флессера, они «хотели сделать что-то, что обращалось бы больше к интуиции, чем к логике», и начали обсуждать, какой должна была стать из следующая игра . Первая идея заключалась в использовании в игре девушек в масках, отсылая к субкультуре тедди из 1950-х годов. Затем было решено, что такая девушка будет путешествовать по сказочным ландшафтам, история и вселенная должны были быть связаны с картами таро. Изначально разработчики хотели использовать в качестве музыкального сопровождения мелодии в жанре сёрф-рок, но после создания прототипа игры, они объединили его с имеющимся плейлистом с поп-музыкой, которая, со слов Флессера, сразу же задавала игре нужный тон. В частности пробный саундтрек включал песни Сии, Chvrches и Карли Джепсен. Музыку к игре написали Даниэль Ольсеном и Джонатаном Энг, вокалисткой выступила Линнея Ульссон. Хотя большинство композиций к игре являются оригинальными, саундтрек, играющий на первом уровне, использует изменённую тему Клода Дебюсси — Бергамасскую сюиту.
Разработчики считали крайне важным качественно проработать элементы управления в игре, поскольку команда придерживалась идеи того, что в их игры могут играть и те, кто традиционно не интересуется ими. Команда вдохновлялась классическими аркадными играми и их простыми элементами управления, чтобы игрок управлял персонажем лишь с помощью джойстика или через сенсорный экран, а для определённых действий, таких, как прыжки или сражения требовалось в нужный момент нажимать кнопку. Работая над последней механикой, разработчики обнаружили, что они могут прибегать к визуальным и звуковым индикаторам на экране, чтобы игроки понимали, в какой момент нужно нажимать кнопку, само прохождение и сцены сражений хареографичны, позволяя совершать важные действия в такт с музыкой. Механика некоторых игровых элементов была упрощена, чтобы взаимодействия с нажатием кнопки были простыми и игрок не отвлекался от прохождения, требующего быстрой реакции и точных рефлексов.

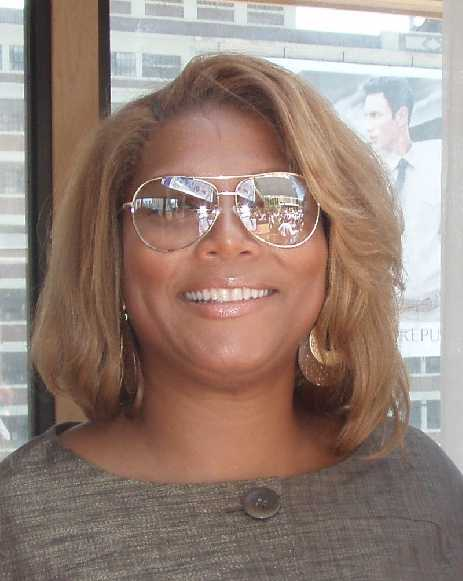
Куин Латифа озвучила голос рассказчицы и присоединилась к проекту в последний момент.

Дизайн уровней создавался на основе разрозненных наработок студии. Simongo не рассматривала игру только, как бесконечный раннер, но также обратилась к идеям игрового процесса Shoot ’em up из таких игр, как например Sin and Punishment, Space Harrier и Star Fox, совмещающих управление движением и стрельбой. Также при создании уровней разработчики вдохновлялись такими играми, как WarioWare, Out Run и Osu! Tatakae! Ouendan. Изначально некоторые уровни требовали перемещаться в пространстве от третьего лица и решать головоломки, но это сильно замедляло темп игры, также разработчики отказались от сцен, где требовалось стрелять по мишеням в определённом порядке, так как это также замедляло игру. В целом многие из первоначальных идей были отменены или переосмыслены, чтобы сохранить простоту управления. В конечном итоге разработчики хотели, чтобы игра чувствовала себя, как музыкальный альбом с песнями и уровнями, представленными в определённом порядке, формирующими общую историю. При этом игрок может повторять уровни без нарушения целостности повествования.
Разработка игры началась в 2015 году и длилась около четырёх лет. Когда игра была на половину готова, с Simogo связался издатель Annapurna Interactive, предложивший издавать игру в обмен на дополнительное финансирование, позволившее нанять команде ещё двух программистов, чтобы они помогли завершить разработку. Флессер также заметил, что Annapurna настояла на том, чтобы повысить дисциплинарность в команде, чтобы завершить разработку в назначенные сроки. Когда разработка игры близилась к концу, Флессер обсуждал с Annapurna, кто мог бы озвучить закадровый голос для игры, представителям Annapurna удалось связаться с американской певицей Куин Латифой.
Sayonara Wild Hearts впервые была представлена на мероприятии The Game Awards 2018, игра была анонсирована для Nintendo Switch и других возможных платформ. Позже, разработчики подтвердили выпуск игры на PlayStation 4, а также мобильной версии, эксклюзивно на iOS в рамках подписки Apple Arcade. Выпуск игры состоялся 19 сентября 2019 года на macOS и iOS, Switch и PlayStation 4, 12 декабря 2019 года для Microsoft Windows и 25 февраля 2020 года на Xbox One.
Ограниченное физическое издание для Nintendo Switch и PlayStation 4 было выпущено издателем iam8bit в начале 2020 года, а также виниловое издание саундтрека в начале 2020 года. Стандартное физическое издание для Switch и PlayStation 4 было выпущено 29 сентября 2020 года.

## Критика
| Сводный рейтинг    | Сводный рейтинг                                 |
| Агрегатор          | Оценка                                          |
| ------------------ | ----------------------------------------------- |
| GameRankings       | 84,57 %                                         |
| Metacritic         | iOS: 88/100 NS: 84/100 PS4: 84/100 XONE: 85/100 |
| Иноязычные издания |                                                 |
| Издание            | Оценка                                          |
| Destructoid        | 8/10                                            |
| Edge               | 9/10                                            |
| Game Informer      | 7/10                                            |
| GameRevolution     | 4.5/5                                           |
| GameSpot           | 6/10                                            |
| IGN                | 7.9/10                                          |
| TouchArcade        | [ 26 ]                                          |
| USgamer            | 4/5                                             |

Sayonara Wild Hearts получила в целом положительные оценки со стороны игровых критиков согласно оценке агрегатора Metacritic. Игру прежде всего хвалили за её визуальную эстетику и саундтрек.
Многие критики оставили восторженные отзывы от игре, например представитель Daily Star заметил, что «игра буквально излучает крутизну, в которой легко затеряться. Это не просто игра о том, что вы катаетесь на мотоцикле, уклоняясь от препятствий и преследуя своих врагов, всё выглядит сюрреалистично и порой абсурдно». Представитель Toucharcade назвал Sayonara не просто лучшей игрой от Simongo или игрой 2019 года, а пожалуй лучшей игрой, с которой критик столкнулся. «Саундтрек потрясающий, я не встречал игру с такой целостной визуальной эстетикой с тех пор, как играл в Persona 5 для PS4, даже остальные игры от Apple Arcade меркнут на её фоне». Николь Кларк с журнала Vice считала, что концовка игры отсылает к типичному мономифу о путешествии героя в вымышленной мире. «Вместо того, чтобы стать своей маской, вы отказываетесь от неё. Вместо того, чтобы стать кем то новым и непоколебимым, вы душевно излечиваетесь и принимаете себя».
Рецензент Metro GameCentral заметил, что «Sayonara удалось удержать планку качества, как и предыдущим играм от Simongo — Year Walk и Device 6, ставшими по праву вехами в истории мобильных игр. Жаль однако, что её не смогут опробовать пользователи Android, но для подписчиков Apple Arcade, Sayonara станет однозначно лучшей и самой необходимой игрой». Представитель GameSpew заметил, что в игру надо обязательно играть в наушниках, чтобы в полной мере насладиться игровым процессом: «Истинная красота Sayonara Wild Hearts кроется в том, что вы просто наслаждаетесь исключительной музыкой и теряетесь в визуальных эффектах, назвать её просто ритм-игрой — оказать медвежью услугу». Рецензент с сайта Destructoid заметил, что Sayonara выглядит так, как будто «Робин Гуд захватил виртуальное пространство их Трона. Потрясающая коллекция из музыки, ярких декораций, экшен-сцен и сердец, по праву она стала одной из самых изобретательных и непредсказуемых игр 2019 года». Тем не менее критик счёл, что игра стала бы ещё успешнее, «если разработчики предоставили бы заранее отдельный саундтрек, а не заставляли его слушать в игре».
Игровой саундтрек был удостоен критического признания. Редакция PlayStation Universe назвала музыку «совершенно выдающейся» и лучшей, чему у каких либо других игр, выпущенных в 2019 году. Представитель Edge заметил, что трек «Mine» звучал, как «чарт-топпер из параллельной вселенной», а «The World We Knew», как «великолепная и завораживающая баллада».
Некоторые критики оставили смешанные отзывы, например представитель Push Square заметил, что с одной Sayonara блещет своей оригинальностью и аудиовизуальными эффектами, однако её игровой процесс выглядит поверхностным, сотканным из разрозненных и почти никогда не повторяющихся механик, которые хотелось бы поглубже изучить. Критик сайта CGMagazine чувствовал, будто пережил яркое и красивое музыкальное представление, но под которым скрывается скудная история и довольно посредственная игра.

### Влияние
Все персонажи в игре являются женщинами, однако носящими мужские костюмы в стиле субкультуры тедди-боев. По этой причине игра стала особенно популярной у игроков, относящих себя к сообществу ЛГБТ, отражающая по их мнению лесбийскую или бисексуальную женскую энергию. Разработчики признались, что действительно стремились придать игре квир-атмосферу, но не для привлечения данной аудитории, а чтобы сделать игру более инклюзивной, указывая на то, что существуют сотни игр без единого женского персонажа, в Sayonara же, наоборот, нет ни одного мужского персонажа. Разработчики однако признались, что вдохновлялись образами звёзд-«пацанок», таких, как например Тейлор Свифт или Карли Рэй Джепсен. Многие члены квир-сообщества стали создавать фан-арты по мотивам игры или объединять их с другими любимыми произведениями в кругу квир-женщин, например с аниме «Юная революционерка Утэна».

### Награды
| Награда                                       | Дата            | Категория                                                     | Итог      | Ссылка        |
| --------------------------------------------- | --------------- | ------------------------------------------------------------- | --------- | ------------- |
| Game Critics Awards                           | 27 июня 2019    | Лучшая независимая игра                                       | Номинация | [ 43 ]        |
| Golden Joystick Awards                        | 16 ноября 2019  | Лучший визуальный дизайн                                      | Номинация | [ 44 ]        |
| Golden Joystick Awards                        | 16 ноября 2019  | Лучшая независимая игра                                       | Номинация | [ 44 ]        |
| Titanium Awards                               | 9 декабря 2019  | Лучший суандтрек                                              | Номинация | [ 45 ]        |
| The Game Awards                               | 12 декабря 2019 | Лучшее художественное направление                             | Номинация | [ 46 ]        |
| The Game Awards                               | 12 декабря 2019 | Лучшая запись/Музыка                                          | Номинация | [ 46 ]        |
| The Game Awards                               | 12 декабря 2019 | BЛучшая мобильная игра                                        | Номинация | [ 46 ]        |
| New York Game Awards                          | 21 января 2020  | A-Train Award за лучшею мобильную игру                        | Победа    | [ 47 ] [ 48 ] |
| New York Game Awards                          | 21 января 2020  | Off Broadway Award за лучшую независимую игру                 | Номинация | [ 47 ] [ 48 ] |
| New York Game Awards                          | 21 января 2020  | Tin Pan Alley Award за лучшею музыку в игре                   | Победа    | [ 47 ] [ 48 ] |
| Pocket Gamer Mobile Games Awards              | 21 фнваря 2020  | Game of the Year                                              | Номинация | [ 49 ]        |
| Pocket Gamer Mobile Games Awards              | 21 фнваря 2020  | Лучшее Аудио/Визуальное достижение                            | Номинация | [ 49 ]        |
| Guild of Music Supervisors Awards             | 6 февраля 2020  | Лучшее музыкальное сопровождение в видеоигре — Даниель Ольсен | Номинация | [ 50 ]        |
| D.I.C.E. Awards                               | 13 февраля 2020 | Выдающееся достижение независимой игры                        | Номинация | [ 51 ] [ 52 ] |
| D.I.C.E. Awards                               | 13 февраля 2020 | Выдающееся достижение в звуковом дизайне                      | Номинация | [ 51 ] [ 52 ] |
| D.I.C.E. Awards                               | 13 февраля 2020 | Портативная игра года                                         | Победа    | [ 51 ] [ 52 ] |
| NAVGTR Awards                                 | 24 февраля 2020 | Художественное направление, современное                       | Номинация | [ 53 ]        |
| NAVGTR Awards                                 | 24 февраля 2020 | Направление камеры в игровом движке                           | Номинация | [ 53 ]        |
| NAVGTR Awards                                 | 24 февраля 2020 | Игра, музыка или исполнение                                   | Номинация | [ 53 ]        |
| NAVGTR Awards                                 | 24 февраля 2020 | Музыкальный сборник                                           | Номинация | [ 53 ]        |
| Pégases Awards 2020                           | 9 марта 2020    | Лучшая международная мобильная игра                           | Победа    | [ 54 ] [ 55 ] |
| Game Developers Choice Awards                 | 18 марта 2020   | Лучшее аудио                                                  | Номинация | [ 56 ]        |
| Game Developers Choice Awards                 | 18 марта 2020   | Лучший визуальное искусство                                   | Номинация | [ 56 ]        |
| Game Developers Choice Awards                 | 18 марта 2020   | Лучшая мобильная игра                                         | Номинация | [ 56 ]        |
| SXSW Gaming Awards                            | 24 марта 2020   | Мобильная игра года                                           | Номинация | [ 59 ]        |
| SXSW Gaming Awards                            | 24 марта 2020   | Превосходство в искусстве                                     | Номинация | [ 59 ]        |
| SXSW Gaming Awards                            | 24 марта 2020   | Превосходство в музыкальном сопровождении                     | Номинация | [ 59 ]        |
| Премия Британской Академии в области видеоигр | 2 апреля 2020   | Анимация                                                      | Номинация | [ 60 ] [ 61 ] |
| Премия Британской Академии в области видеоигр | 2 апреля 2020   | Художественное достижение                                     | Победа    | [ 60 ] [ 61 ] |
| Webby Awards                                  | 19 мая 2020     | Лучшее художественное направление                             | Номинация | [ 62 ]        |
| Webby Awards                                  | 19 мая 2020     | Лучший игровой дизайн                                         | Победа    | [ 62 ]        |
| Webby Awards                                  | 19 мая 2020     | Лучшая музыка/звуковой дизайн                                 | Номинация | [ 62 ]        |
| Apple Design Awards                           | 29 июня 2020    | Выдающиеся дизайн и инновации                                 | Победа    | [ 63 ]        |

Вдобавок, ряд игровых журналов и вебсайтов присвоили Sayonara Wild Hearts статус игры года, в частности Eurogamer, Polygon, Edge и Salon. Также редакция Edge присудила Sayonara награду за «Лучший визуальный дизайн» и номинировала игру в категории «Лучший аудио дизайн» в 2019 году. Sayonara также выиграла премию «игру года Apple Arcade Game», вручаемую компанией Apple.